# Tu-142
Tu-142 (ros. Ту-142, w kodzie NATO „Bear-F Mod 1”) – radziecki/rosyjski morski samolot dalekiego rozpoznania i zwalczania okrętów podwodnych, powstały na bazie bombowca strategicznego Tu-95. Oba napędzane przez śmigła przeciwbieżne.

## Historia

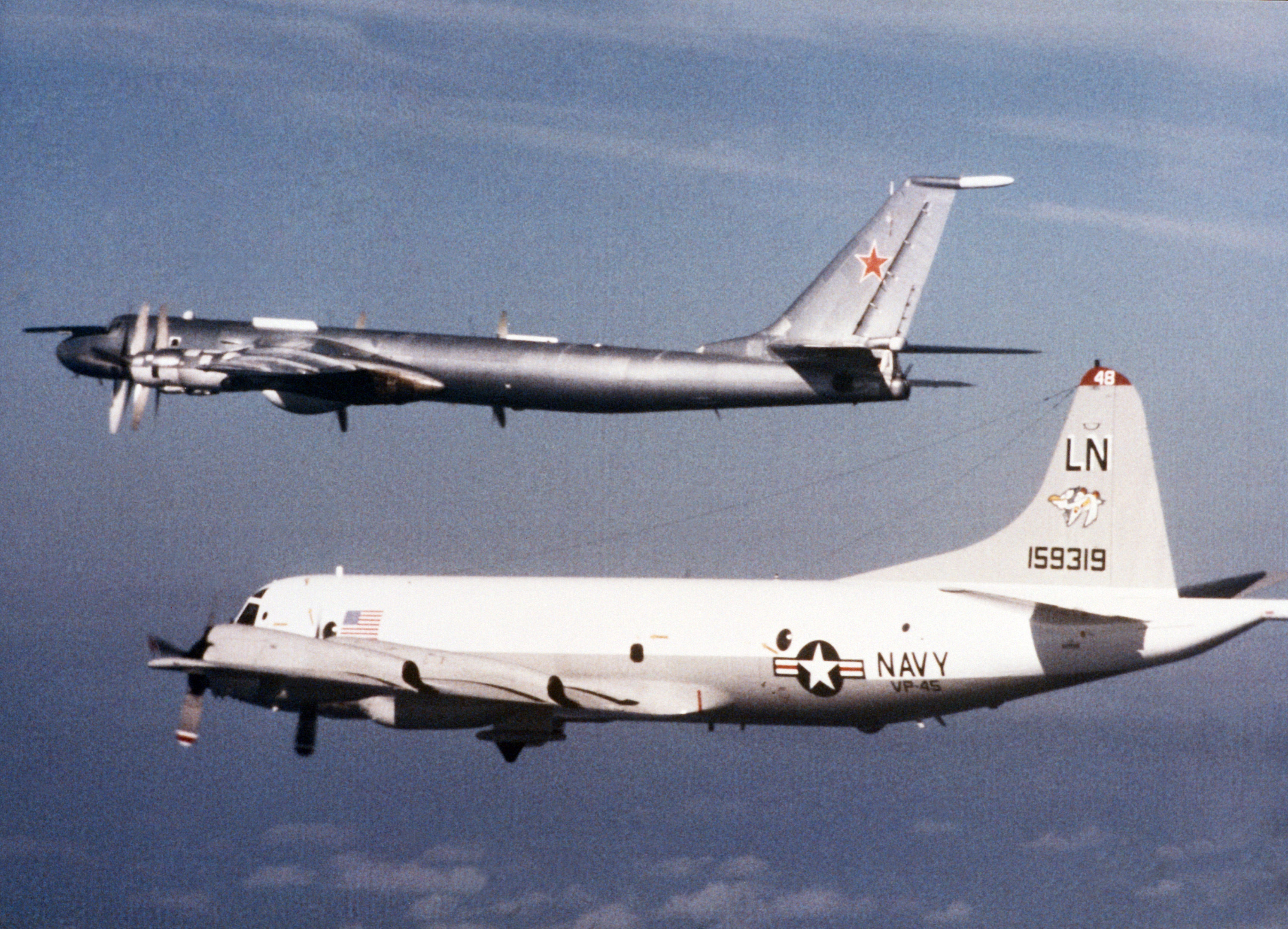
Tu-142M w towarzystwie amerykańskiego P-3C Orion

Prace nad Tu-142 rozpoczęto w 1963 roku, znacznie modyfikując i przerabiając konstrukcję bombowca Tu-95RC. Zmieniono konstrukcje skrzydła, klap, w układzie sterowania zainstalowane wzmacniacze bezzwrotne, usunięto stanowiska strzeleckie. Kadłub został wykonany jako całkowicie hermetyczny. Całkowicie zmieniono wyposażenie. Samolot otrzymał ten sam co Ił-38 system poszukująco-celowniczy Bierkut-95.
Pierwszy prototyp wystartował w 1968, a w 1972 roku samolot oficjalnie przyjęto do lotnictwa morskiego ZSRR. W 1972 r. zaczęto projektować nową wersję samolotu Tu-142M (kod NATO – Bear-F Mod 2) z nowym systemem poszukująco-celowniczym Korszun. Później powstały kolejne modyfikacje samolotu.
- Tu-142M (nazwa rosyjska nie uległa zmianie, kod NATO – Bear-F Mod 3) – przeniesiono antenę magnetometru z owiewki statecznika poziomego na szczyt statecznika pionowego.
- Tu-142MP – wyposażony w nowy system poszukująco-celowniczy Atlantyda.
- Tu-142MZ (kod NATO – Bear-F Mod 4) – zmodernizowano system poszukująco-celowniczy Korszun-N oraz system radiohydroakustyczny Zarieczje.
- Tu-142MR (kod NATO – Bear-J) – wersja nie przeznaczona do zwalczania okrętów podwodnych. Pełni rolę retranslatora, czyli zapewnia łączność np. dowództwa z załogą zanurzonego okrętu podwodnego.
- Tu-142MN – planowana modernizacja Tu-142, zamierzano instalacje nowego systemu poszukująco-celowniczy Nowełła. Modernizacje jednak wstrzymano.

## Dane techniczne
Załogę samolotu stanowi 10 osób. Płatowiec identyczny co w Tu-95MS, w późniejszych wersjach wydłużono go o 1,75m.
- Napęd: Taki jak w Tu-95MS – 4 silniki turbośmigłowe NK-12MP o mocy maksymalnej 11 186 kW każdy. Każdy silnik napędza dwa czterołopatowe współosiowe przeciwbieżne śmigła.
- Wyposażenie – Stacja radiolokacyjna obserwacji dookrężnej początkowo Bierkut-95, później Korzun-N. System zakłóceń elektronicznych, wyrzutnie pułapek cieplnych i radiolokacyjnych. System łączności satelitarnej.
- Uzbrojenie – broń znajduje się wewnątrz dwóch komór. Samolot może w nich przenosić boje hydroakustyczne, torpedy, bomby głębinowe, rakietotorpedy, miny. Samolot może też służyć do stawiania min lub do zrzucania tratw ratowniczych rozbitkom.

## Użytkownicy
- Rosja – według szacunków, w 1990 r. posiadała około 55 samolotów Tu-142M i kilka Tu-142MR.
- Indie – posiadają 8 samolotów Tu-142MK (wersja eksportowa Tu-142M)[2]. Podpisano kontrakt na zakup ośmiu Boeingów P-8 Poseidon. Samoloty te mają zastąpić Tu-142[3], które zostały oficjalnie wycofane z linii 29 marca 2017 roku podczas ceremonii, która odbyła się w bazie Arakkonam Naval Air Station[4].
- Ukraina – po rozpadzie ZSRR otrzymała 2 egzemplarze Tu-142MR.